# 나카타니촌 (후쿠오카현)
나카타니촌(中谷村)은 일본 후쿠오카현 기쿠군에 설치되었던 촌이다. 현재의 기타큐슈시 동부 고쿠라미나미구의 일부에 해당한다. 같이 편입된 니시타니촌 구역은 일부가 도시화된 것거 대조적으로, 나카타니촌 구역은 지금도 농산촌이 대부분을 차지한다.